# Route principale 6 (Andorre)
Pour les articles homonymes, voir Route 6.
La route générale d'Andorre 6 - CG-6 (en catalan : carretera general 6) est une route andorrane reliant Aixovall à la frontière espagnole, sur une distance de 6 kilomètres. C'est la seule route qui dessert le village de Os de Civís en Espagne, rendant de ce fait tout passage quasiment obligatoire par la principauté pour s'y rendre.

## Histoire
Auparavant nommée CS-110, la route prend sa dénomination actuelle en 2008.

## Parcours
| Points | Destinations                  | Bifurcation | km  |
| ------ | ----------------------------- | ----------- | --- |
|        | Aixovall                      |             | 0   |
|        | Canolich / Bixessarri / Aixàs |             | 3,5 |
|        |                               |             | 5   |
|        | Vers Os de Civís              |             | 6   |

## Observations
Aucun poste de douane n'est implanté lors du passage de la frontière administrative. Seule la modification brutale de la qualité du revêtement routier indique l'arrivée en Espagne. Un panneau d'entrée en Andorre est présent dans la direction retour. Os de Civís n'est distant que de 2 kilomètres après ce point.